# Hyptiotes indicus
Hyptiotes indicus är en spindelart som beskrevs av Simon 1905. Hyptiotes indicus ingår i släktet Hyptiotes och familjen krusnätsspindlar. Inga underarter finns listade i Catalogue of Life.